# Novorossijsk
Novorossijsk (russisk: Новороссийск, tr. Novorossijsk) er en havneby ved Sortehavet i det sydlige Rusland administrativt center for Novorossijsk okrug i Krasnodar kraj. Byen har 261.937 (2024) indbyggere og okrugen 343.971 (2024) indbyggere.
Novorossijsk blev Helteby den 14. september 1973.

## Geografi
Novorossijsk er beliggende ved den sydvestlige kyst af Tsemesbugten i Sortehavet, omgivet af de nordlige Kaukasusbjerge. og er et vigtigt trafikknudepunkt. Byen har Ruslands største havn og den største havn ved Sortehavet med passager-, fragt- og olieterminal. Novorossijsk er endestation for jernbanelinjen fra Krasnodar.
Novorossijsk ligger i en seismisk zone. Fra 1799 til 1981 var der 17 mærkbare jordskælv i området.

### Klima
Byen, som ligger ved en bugt i læ af Kaukasus bjergene, har fugtigt subtropisk klima: januar + 2 °C og juli + 23 °C. Gennemsnit for hele året er + 12 °C (Danmark +7-8 °C). Nedbøren i Novorossijsk er moderat (778 mm pr. år) med et maksimum om vinteren (december).

## Historie
I antikken lå den græske koloni Bata, der var specialiseret i kornhandel, ved Tsemesbugten. Kolonien blev omtalt af blandt andet Strabon og Ptolemæus. I middelalderen havde genovesiske købmænd fra Ghisolfi-familien en handelskoloni i bugten. Arkæologiske undersøgelser af området er under udvikling, men nogle interessante elementer er allerede blevet afsløret.
Fra 1722 var bugten under kontrol af den osmanniske fæstning Sujuk-Qale eller Soğucak. Efter området blev afstået til Rusland i 1829 efter den russisk-tyrkiske krig grundlagde Admirals Mikhail Lazarev og Nikolay Raevsky i 1838 havnen som hjemsted for Sortehavsflåden, opkaldt efter provinsen Novorossija. Havnen dannede et vigtigt led i kæden af forter kendt som "Sortehavs Kystlinjen", der strakte sig til Sotji i syd.
I løbet af 1800-tallet udviklede byen sig hurtigt. I 1866 fik Novorossijsk bystatus og blev hovedstad i det mindste guvernement i det Russiske Kejserrige, Sortehavsguvernementet, i 1896. I december 1905 blev byen sæde for den kortlivede Novorossijske Republik. Fra den 26. august 1918 indtil 27. marts 1920 var Novorossijsk det vigtigste center for Denikins kontrarevolutionære styrker. Denikins Sydrussiske regering blev tvunget til at evakuere Novorossijsk i marts 1920 og etablerede sig på Krim, mens mange hvide flygtede fra Novorossijsk til Konstantinopel.
Det meste af byen blev besat af Nazityskland den 10. september 1942. En lille enhed af sovjetiske søfolk forsvarede en del af byen, der er kendt som Malaya Zemlya i 225 dage fra den 4. februar 1943 til den Røde Hærs befrielse af byen den 16. september. Sømændenes heroiske forsvar af havnen i 1943 sikrede Sovjetunionens kontrol over bugten, og forhindrede tyskerne i at bruge havnen som forsyningsbase. Novorossijsk blev udråbt til helteby den 14. september 1973.
I 1960 blev byen fejret i Dmitrij Sjostakovitj værk Новороссийские куранты, dansk: Novorossijsks klokker, (også kendt som Den evige herligheds fakkel) (Opus 111b).
I 2003 underskrev præsident Vladimir Putin et dekret om oprettelse af en flådebase for Sortehavesflåden i Novorossijsk. Rusland har afsat 12,3 mia. rubler (ca. 480 millioner dollar) til opførelse af den nye base mellem 2007 og 2012. Opførelsen af andre faciliteter og infrastruktur på basen, herunder enheder til kystforsvar, luftforsvar og logistik, vil fortsætte efter 2012.
Rusland har lejet af havnefaciliteter af Ukraine i Sevastopol, der er den vigtigste base af Ruslands Sortehavsflåde. Lejeaftalen udløb oprindeligt i 2017. I april 2010 underskrev de russiske og ukrainske præsidenter en aftale om at forlænge lejemålet med 25 år, med mulighed for yderligere forlængelse på fem år efter at den nye periodes udløb. Men da Krim i 2014 indtrådte i Den Russiske Føderation er spørgsmålet om fornyelse af leasingkontrakten blevet uaktuelt.

### Befolkningsudvikling
| År   | Indbyggere |
| ---- | ---------- |
| 1897 | 16.897     |
| 1939 | 95.240     |
| 1959 | 93.461     |
| 1970 | 132.744    |
| 1979 | 159.135    |
| 1989 | 185.938    |
| 2002 | 232.079    |
| 2010 | 241.952    |

Note: Tal fra folketællinger

## Økonomi
Novorossijsk er Ruslands største olieeksporthavn, der findes cementindustri, maskinbygnings- og levnedmiddelindustri samt skibsværft.
I omegnen findes landbrug bl.a. med tomatmarker og vindistrikter.

### Transport
Vigtig for Novorossijsk er havnen, som forbinder byen med hele verden, der er jernbaneforbindelser til resten af Rusland, busterminaler samt lufthavne i Anapa og Krasnodar.

## Kultur og uddannelse
I byen findes et historisk museum og N.A. Ostrovsky litteraturmuseet. Novorossijsk er hjemsted for "Statens maritime Akademi" samt en Polyteknisk læreanstalt. Der findes endvidere store biblioteker og flere teatre.
I 1960 blev byen hædret af Dmitrij Sjostakovitj i værket "Novorossijsks klokker" (Opus 111b).

## Venskabsbyer
Novorossijsk har 12 venskabsbyer:
| - Plymouth, Storbritannien (siden 1956) - Livorno, Italien (siden 1967) - Valparaíso, Chile (siden 1968) - Gijón, Spanien (siden 1986) - Gainesville, USA (siden 1988) - Varna, Bulgarien (siden 1999) | - Pula, Kroatien (siden 1999) - Constanţa, Rumænien (siden 2002) - Samsun, Tyrkiet (siden 2007) - Tomsk, Rusland (siden 2008) - Gavar, Armenien (siden 2009) - Novo Mesto, Slovenien (siden 2010) |